# شعيب الرويماء
شعيب الرويماء أو وادي الرويماء هو شعيب ومورد ماء ومن روافد وادي تبالة في سراة بلاد بلقرن في محافظة بلقرن يسيل حتى يصب في جنوبي قرى الحرجة بكيل واحد، وعليه سد ترابي لتخزين مياه السيول.